# Brazo del Noroeste

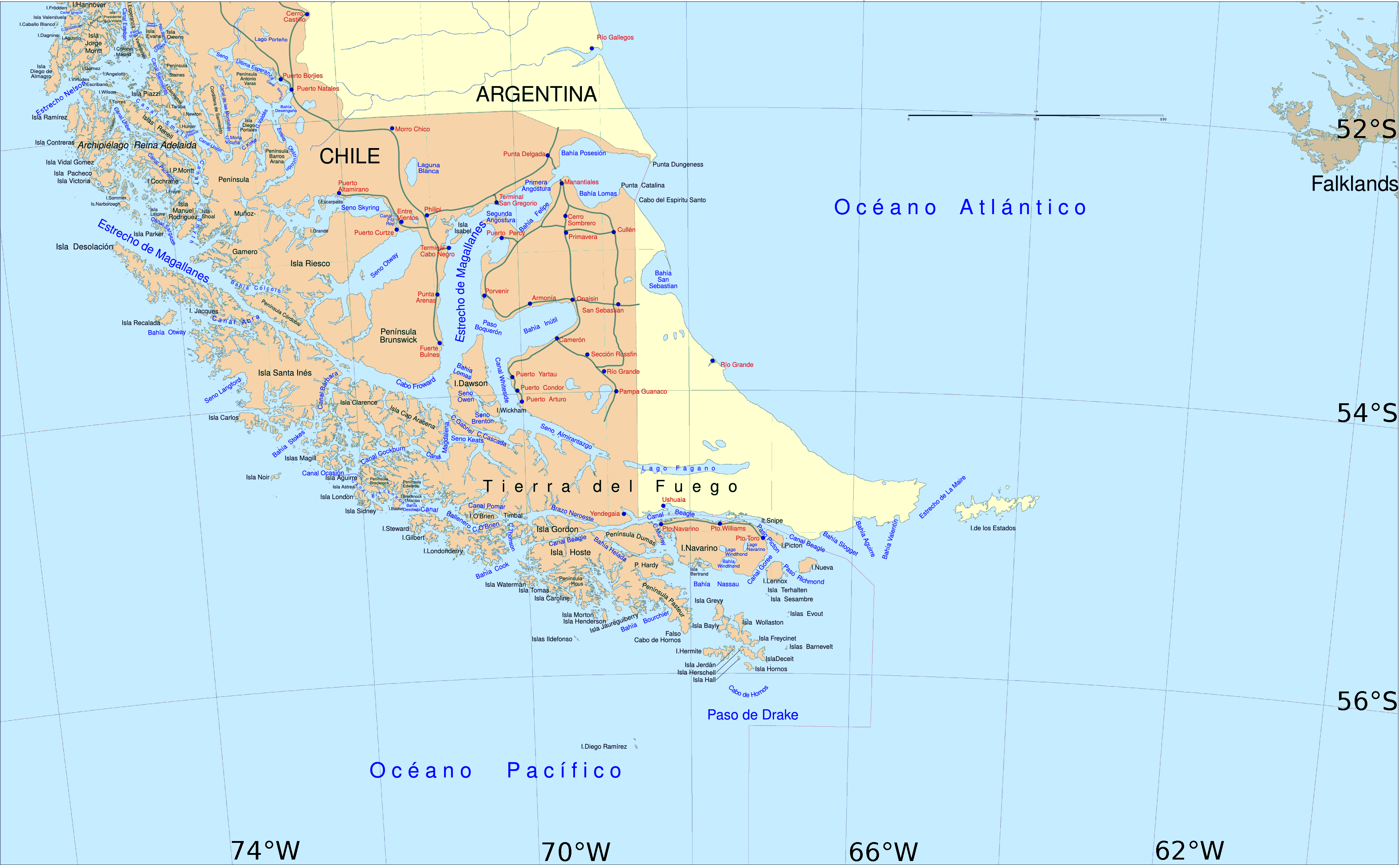
Mapa...

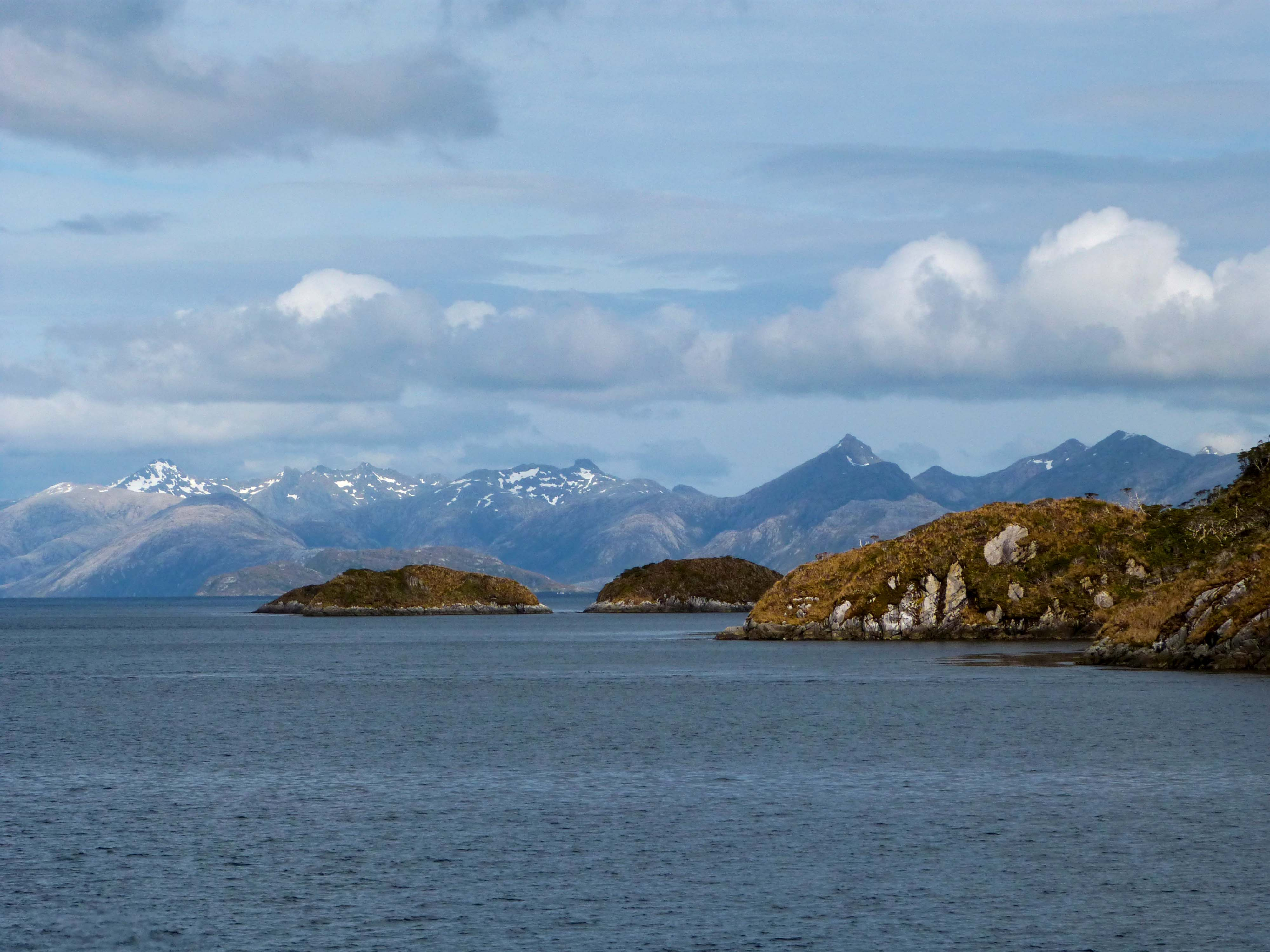
Isla Gordon

Brazo del Noroeste  es uno de los nombres que toma en su recorrido el canal Beagle. Es la continuación hacia el este del seno Darwin y uno de los canales fueguinos que fluye aproximadamente 30 millas por el lado norte de la isla Gordon. Su ancho varía desde las 3 millas en su entrada oeste hasta ½ milla en su boca oriental.
Administrativamente pertenece a la Región de Magallanes y Antártica Chilena, Provincia de la  Antártica Chilena, comuna Cabo de Hornos. El canal queda dentro del parque nacional Alberto de Agostini.
Desde hace aproximadamente 6000 años hasta mitad del siglo XX sus costas fueron habitadas por los pueblos kawésqar y yámana. A comienzos del siglo XXI estos pueblos habían sido prácticamente extinguidos por la acción del hombre blanco.

## Recorrido
Es la continuación del seno Darwin hacia el este. La isla Gordon divide en este sector al canal Beagle en dos brazos, el del Noroeste y el del Sudoeste. El brazo del Noroeste se ubica entre la costa sur de la isla Grande de Tierra del Fuego y la costa norte de la isla Gordon. Su entrada occidental tiene 3 millas de ancho que disminuyen hasta 0,5 millas en su boca oriental. Su largo es de aproximadamente 30 millas.
Su dirección general es sucesivamente hacia el E y al ESE. Su entrada occidental está a la altura del seno Garibaldi y su boca oriental entre la isla del Diablo y la punta Divide de la isla Gordon. Lo orillan montañas altas y escarpadas que caen casi verticales al mar. Las aguas son profundas y limpias.

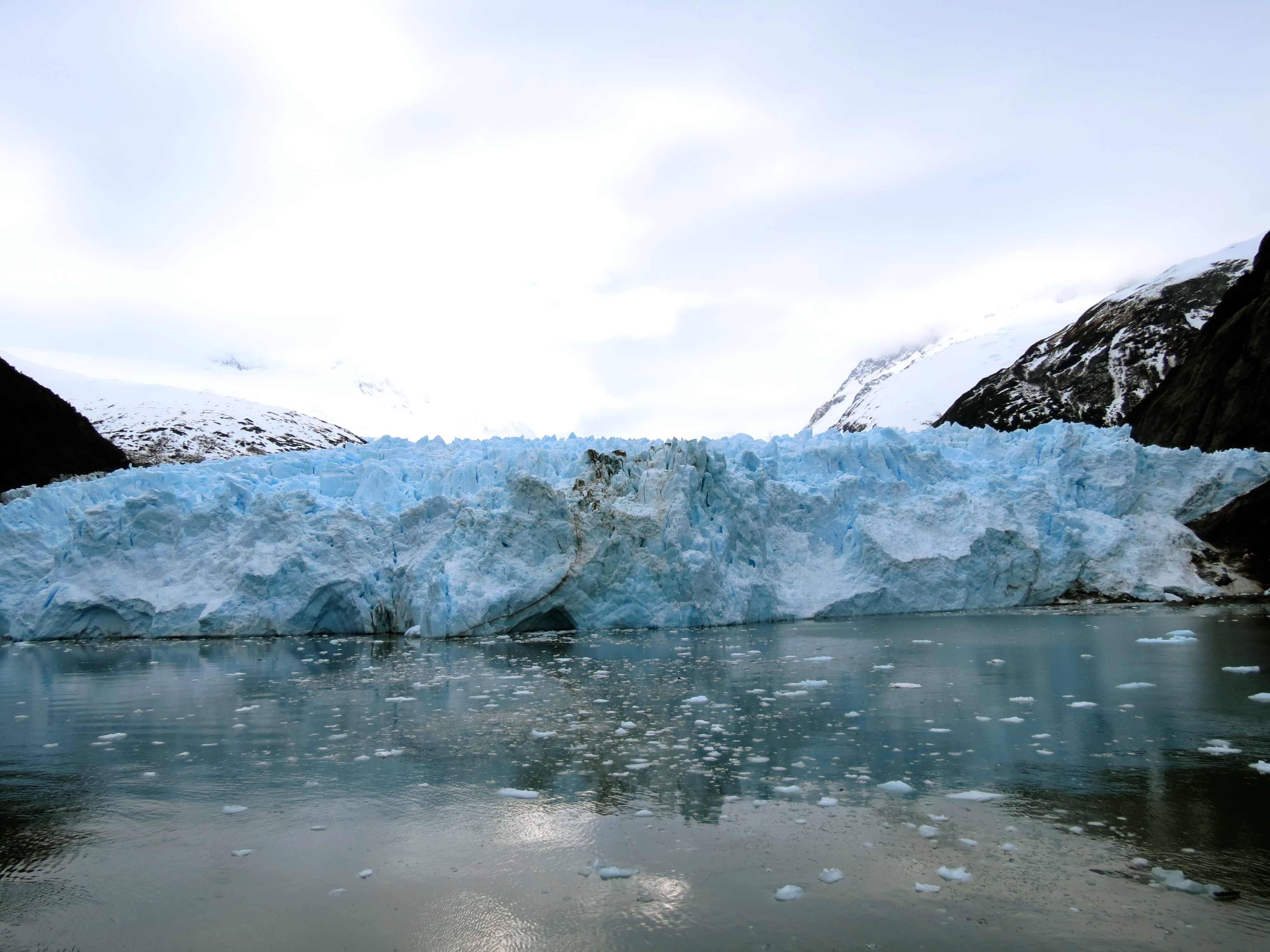
Glaciar Garibaldi

El aspecto de esta zona es completamente distinta a la que se observa en los tramos más hacia el este del canal Beagle. Ambas costas del brazo del Noroeste están formadas por altas montañas, especialmente las del norte que vienen de la cordillera de Darwin cuyos picos más altos sobrepasan los 2.000 metros de altura. 

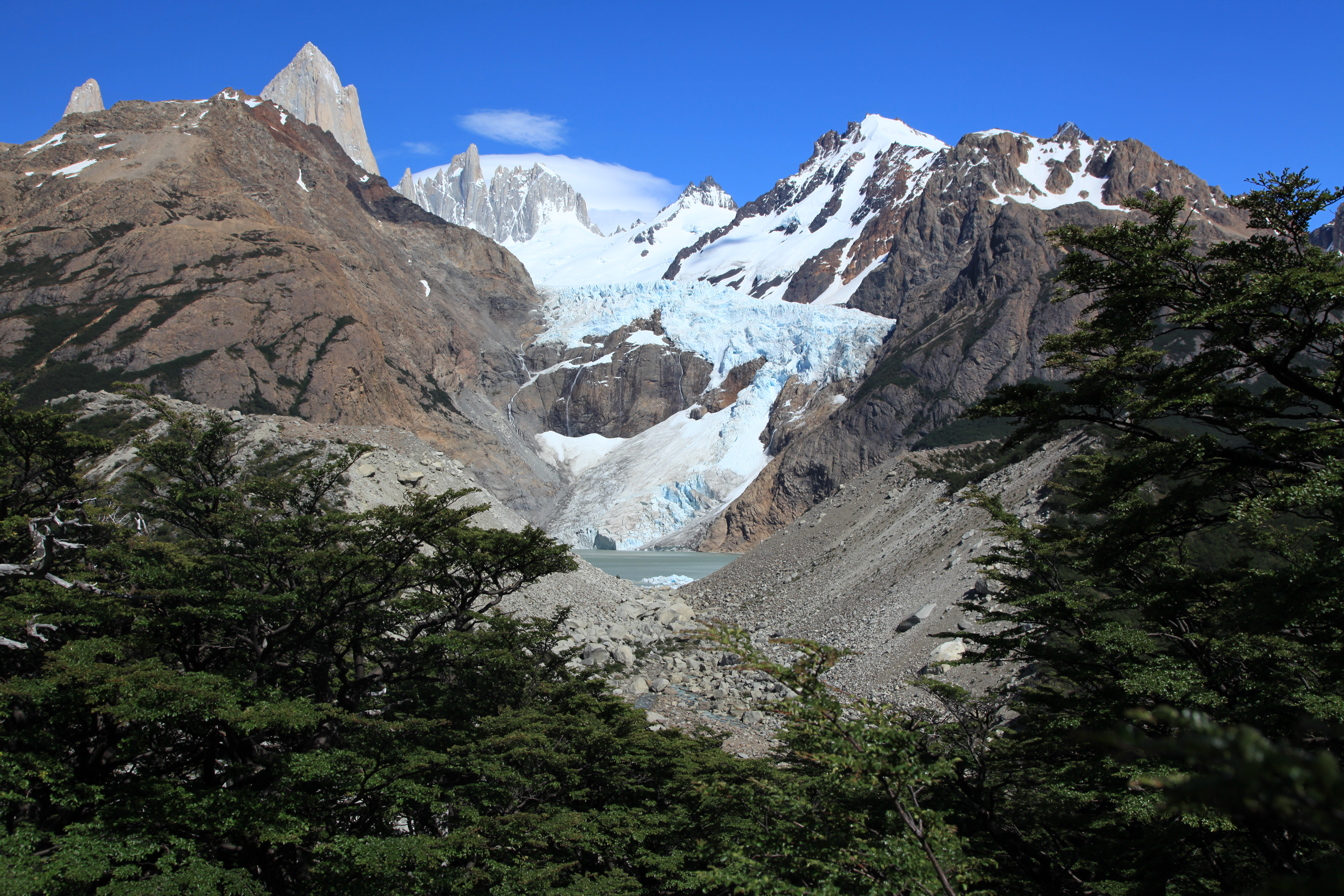
Vista del monte Fitz Roy

Las quebradas y valles que separan las montañas están cubiertos por inmensos glaciales que descienden hasta el mar. Los faldeos de las montañas están cubiertos por una densa vegetación, vigorosa y lozana que contrasta con la blancura de los glaciales. En estos bosques predomina la haya antártica.

## Historia
Desde hace unos 6000 años sus aguas eran recorridas por los pueblos kawésqar y yámana, nómades canoeros, recolectores marinos. Esto duró hasta mediados del siglo XX en que prácticamente ya habían sido extinguidos por la acción del hombre blanco.
A fines del siglo XVIII, a partir del año 1788 comenzaron a llegar a la zona los balleneros, los loberos y cazadores de focas ingleses y estadounidenses y finalmente los chilotes.
En el mes de mayo de 1830 Fitzroy en una embarcación del HMS Beagle recorrió el sector del Brazo del Noroeste hasta la altura de la bahía Tres Brazos de la isla Gordon. En esta excursión fue cuando embarcó a un yagán al que luego le puso Jemmy Button y que continuó con él hasta Inglaterra junto a los otros 3 rehenes kawesqar
En enero y febrero de 1833 el comandante Fitzroy con el HMS Beagle estuvo fondeado en el paso Goree  y en embarcaciones recorrió el sector de las islas del S y SE del archipiélago de Tierra del Fuego. Durante ese período desembarcó en Wulaia a los 3 fueguinos sobrevivientes de su viaje a Inglaterra - Jemmy Button, Fuegia Basket y York Minster y completó el reconocimiento y levantamiento hidrográfico de los canales Beagle y Ballenero. Estuvo en el canal Murray y en la bahía Cook.

## Corrientes
Las aguas del brazo son profundas y limpias.
Las corrientes son muy sensibles, especialmente en su salida oriental en que se producen violentas revesas producto del encuentro con las que vienen del brazo del Sudoeste. Los navegantes deben tener atención con ellas.

## Islas

### Isla Gordon
Situada en el lado oriental del seno Darwin, divide el canal Beagle en dos pasos llamados Brazo del Noroeste y Brazo del Sudoeste que corren por el norte y por el sur respectivamente de la isla.
Su largo es de 28 millas y su ancho de 10 millas. Es montañosa y termina en el este en la punta Divide.  En su sector oriental hay un pico sin nombre de 1.584 metros de altura.
En su costa norte se forman dos entradas, las bahías Tres Brazos y Romanche. En la costa sur solo tenemos la bahía Fleuriais.

### Isla del Diablo
Localizada frente a la punta Divide de la isla Gordon en la entrada oriental del brazo Noroeste del canal Beagle. El track de navegación recomendado queda entre esta isla y la punta Divide.
Su navegación presenta cierta dificultad por las revesas que se producen por el choque de las corrientes de ambos brazos del canal Beagle y por las fuertes rachas de viento que se sienten al enfrentar el brazo Noroeste.

## Bahías

### Bahía Tres Brazos
Mapa de la bahía
Situada en la costa noroeste de la isla Gordon en la ribera sur del brazo del Noroeste. Es un extenso estero que se interna en la isla por unas 6 millas. En si interior hay algunas rocas e islotes y se divide en tres brazos.
Es de aguas profundas. A 2 millas de su entrada sobre su costa oriental hay una ensenada que puede emplearse como fondeadero. Frente a la bahía, en la costa de la isla Grande de Tierra del Fuego se encuentra el hermoso glacial España.

### Bahía Romanche
Mapa de la bahía
Está localizada 6 millas al este de la caleta Voilier. Es un hermoso estero de 6 millas de saco en dirección sur y luego vira al oeste por 1½ millas. La entrada se reconoce porque está opuesta a dos grandes glaciares que corren por la costa norte del brazo, los glaciares Romanche y Alemania.
Está rodeada de montañas de 800 a 900 metros de altura. Sus aguas son profundas, pero ofrecen dos surgideros, las caletas Morning y Evening.

## Caletas

### Caleta Voilier
Mapa de la caleta
Situada al oriente de la bahía Tres Brazos sobre la costa norte de la isla Gordon. Su entrada se reconoce por un cerro en forma de pan de azúcar que se alza en su costa este. Tiene un saco de 7 cables y 5 de ancho. Al fondo hay una laguna que desemboca en ella. 
Su fondo es parejo entre 17 y 20 metros, pero es sucia en su costa occidental hasta 250 metros de ella. Su fondeadero, ofrece buen tenedero de arena y fango. Abrigado de los vientos reinantes del oeste.

### Caleta Morning
Mapa de la caleta
Ubicada prácticamente en la entrada de la costa oeste de la bahía Romanche. Su profundidad no sobrepasa los 25 metros y su tenedero es de buena calidad. En el fondo se vacía un bello torrente que es el desagüe de una laguna ubicada a 30 metros de altura.

### Caleta Evening
Mapa de la caleta
Localizada en la costa este de la bahía Romanche donde esta vira hacia el oeste. Se puede fondear en 27 metros de agua con fondo de arena y fango. Al fondo de la caleta hay una gran playa de arena.

### Caleta Olla
Mapa de la caleta
Emplazada en la desembocadura del glaciar Holanda en la costa sur de la isla Grande de Tierra del Fuego. Por su posición está protegida por el sur y por el oeste. Tiene 2 cables de diámetro. Hay dos fondeaderos; el interior es  apto solo para buques pequeños, el fondeadero exterior en 25 metros de agua es apropiado para buques de mayor tonelaje.

## Puntas

### Punta Divide
Es el extremo oriental de la isla Gordon. Es baja, angosta y cubierta de vegetación. 3 millas al oeste de la punta se alza el pico Divide de 1.550 metros de altura.
La punta Divide da origen a los brazos del Noroeste y del Sudoeste del canal Beagle.